# Paranortonia arequipensis
Paranortonia arequipensis är en stekelart som först beskrevs av François du Buysson 1912.  Paranortonia arequipensis ingår i släktet Paranortonia och familjen Eumenidae. Inga underarter finns listade i Catalogue of Life.